# Зоряний шлях 6: Невідкрита країна
«Зоряний шлях VI: Невідкрита країна» (англ. Star Trek VI: The Undiscovered Country) — шостий повнометражний науково-фантастичний фільм, дія якого відбувається у всесвіті «Зоряного шляху».
Після катастрофи, яка позбавила клінгонів засобів до існування, багаторічне протистояння між ними і Об'єднаною Федерацією Планет припиняється. Капітан Кірк отримує секретне завдання зібрати свій старий екіпаж і провести перші переговори з канцлером Клінгонської Імперії. Але під час нападу невідомих на клінгонський корабель канцлер гине. Клінгонська сторона визнає винними Кірка і МакКоя і засуджує їх на довічну каторгу. Кірк здогадується, що потрапив у самий центр змови і повинен її розплутати для порятунку хиткого миру. Тим часом Спок веде «Ентерпрайз» в останній похід, рятувати свого капітана.
«Невідкрита країна» стала останнім фільмом за участю екіпажу корабля USS «Enterprise» під командуванням капітана Кірка — персонажів «Оригінального серіалу Зоряний шлях» (англ. Star Trek: The Original Series).
- Прем'єра фільму відбулася: 6 грудня 1991.
- Бюджет фільму: 30 000 000 доларів.
- Касові збори в кінотеатрах США в рік показу: 74 810 000 доларів.
- Касові збори по всьому світу: 94 000 000 доларів.

## Сюжет
У 2293 зореліт «Екссельсіор» під командуванням Хікару Сулу потрапляє у вибухову хвилю. Як з'ясовується, її спричинив вибух Праксиса — супутника рідної планети клінгонів Кроноса, де містилися енергостанції. Клінгони втім стверджують, що ситуація під контролем і відмовляються від допомоги.
Через два місяці Спок доповідає, що за 50 років Клінгонська Імперія загине без ресурсів з Праксиса. Канцлер клінгонів Горкан домовляється з Федерацією про припинення ворожнечі, втім не всі його підтримують. На переговори відправляють капітана Джеймса Кірка, хоча той не схвалює такого плану. Для екіпажу «Ентерпрайза» це має стати останньою місією перед відставкою. Спок наглядає в польоті за своєю ученицею Валаріс, сподіваючись, що вона стане йому заміною. Зустрічі з канцлером Горканом відбувається холодно. Після цього хтось обстрілює його судно, на борт телепортуються солдати в скафандрах Федерації та з магнітними черевиками і вбивають екіпаж. Кірк з МакКоєм намагаються врятувати Горкана, але той гине. Клінгони звинувачують їх у вбивстві та віддають під суд. На засіданні представляють уривок зі щоденник капітана, де він каже, що недовіряє клінгонам і не може вибачити їм загибель сина. Кірка і МакКоя засуджують до ув'язнення на планеті Руру Пенте — дилітієвому руднику, захищеному магнітним полем.
Спок розуміє, що капітана підставили, і припускає, що за нападом на канцлера стоять інші клінгони, агенти яких переховуються на «Ентерпрайзі». Він оголошує, що двигун зорельота несправний, щоб затриматися і не дати злочинцям втекти. Оглянувши палуби, екіпаж виявляє у рядового Дакса магнітні черевики, але вони не підходять йому. На Руру Пенте ув'язнена Мартія повідомляє, що втекти з в'язниці можливо. Завдяки своїй здатності змінювати подобу, вона виводить Кірка з МакКоєм з рудників на поверхню за межі щита. «Ентерпрайз» підлітає забрати втікачів, але судно фіксують клінгони. Ухура, скориставшись словником, відповідає та не викликає підозр. В цей час Кірк здогадується, що Мартія у змові з клінгонами. Вона зізнається, що їй обіцяно амністію за організацію вбивства при спробі втечі. Охорона наздоганяє втікачів і вбиває Мартію, після чого стріляє в Кірка з МакКоєм, та «Ентерпрайз» встигає їх забрати.
Скотті виявляє двох зрадників, але їх вже вбито невідомими. Вночі Валаріс намагається застрелити Спока, з чого стає зрозуміло, що це вона влаштувала вбивство канцлера. Валаріс вважає, що мир з клінгонами рівноцінний зраді і вона лише виконувала наказ. Спок проникає в її розум та дізнається, що це була змова між людським адміралом Кортрайдом, клінгонським генералом Ченгом і ромуланською послом Азетбор. У злочині застосовувався новий клінгонський корабель, здатний лишатися невидимим при стрілянині. «Ентерпрайз» вирушає на другу зустріч завадити наступному вбивству.
Ченг атакує «Ентерпрайз», але тим самими видає себе. «Екссельсіор» знищує судно Ченга, та в цей час вбивця пробирається до місця переговорів. Кірк рятує посла та проголошує необхідність прийняти настання мирного майбутнього.
Вирушаючи в останній політ перед пенсією, Кірк заповідає «Ентерпрайз» новій команді.

## Створення фільму
У 1990 Гарв Беннетт почав підготовку до зйомок нового фільму  «Академія зоряного флоту» (англ. Starfleet Academy). За його задумом, дія фільму мала відбуватися перед попередніми фільмами і всім серіалом «Зоряний шлях: Оригінальний серіал». Коли сценарій вже був, компанія Paramount Pictures вирішила припинити роботу над приквелом і почати зйомку сиквела.
Родденберрі не дожив до виходу фільму, він помер від серцевої недостатності 24 жовтня 1991 року, але переглянув чорнову версію «Невідкритої країни».
Мартін Флінн задумував виправну колонію Руру Пенте (Rura Penthe) яка пустелю, Ніколас  Мейєр запропонував зробити з неї льодяний світ.

## Зйомки
Основні зйомки проходили  в період з 16 квітня 1991 року і 27 вересня 1991 року.

## Відгуки
«Зоряний шлях 6: Невідкрита країна» отримав набагато кращі оцінки від критиків та глядачів, ніж «Зоряний шлях 5. Останній кордон». Критики схвалили поєднання гумору та  пригод у кінострічці.

## Нагороди та номінації
Фільм був номінований на нагороду Американської Кіноакадемії «Оскар» 1992 року в номінаціях: Найкращі ефекти, найкращий грим.

## У ролях
- Вільям Шатнер — контр-адмірал Джеймс Тиберій Кірк
- Леонард Німой — командер Спок
- Дефорест Келлі — командер, доктор Леонард «Боунз» Маккой
- Джеймс Духан — командер, головний інженер Монтгомері «Скотті» Скотт
- Нішель Ніколс — лейтенант-командер Ухура
- Джордж Такеі — лейтенант-командер Хікару Сулу
- Волтер Кеніг — лейтенант Павел Чехов
- Кім Кетролл — лейтенант Валаріс
- Крістофер Пламмер — генерал Ченг
- Девід Ворнер — канцлер Горкан
- Розана Де Сото — Азетбор
- Марк Ленард — радник Сарек
- Брок Пітерс — адмірал Кортрайд
- Кертвуд Сміт — президент Федерації
- Рене Оберджіро — полковник Вест
- Маттіас Г'юз — клінгонський генерал